# Ben Foster (futebolista)
Benjamin Anthony "Ben" Foster (Leamington Spa, 3 de abril de 1983) é um ex-futebolista inglês que atuava como goleiro.

## Carreira
Passou por diversos clubes pequenos até chegar ao Manchester, em 2005. Nunca teve muitas chances no time, e ficou emprestado durante 2 temporadas ao Watford, onde teve boa passagem.
No seu retorno a Manchester, se destacou ao defender um pênalti na final da Copa da Liga Inglesa, em 1 de março de 2009, contra o Tottenham, feito que deu o título ao seu time. Pelo fato de ser o terceiro goleiro do elenco, foi bastante elogiado por isto.
Em 2010, assinou com o Birmingham City.
Emprestado, assinou em definitivo em 2013 com o West Bromwich.
Se aposentou em setembro de 2022, aos 39 anos.
Porém, Ben Foster voltou aos gramados em 2023 para defender as cores do Wrexham.
No dia 21 de agosto de 2023, anunciou sua aposentadoria do futebol profissional.

### Seleção Inglesa
Em 14 de novembro de 2009, fez sua estreia pelo English Team, em partida contra o selecionado Brasileiro, sofrendo derrota por 1 a 0. Irá defender a Inglaterra na Copa do Mundo FIFA de 2014.

## Títulos
Wrexham
- EFL Trophy: 2004–05
- National League: 2022-23

Manchester United
- *Premier League:2006–07, 2007–08, 2008–09
- Copa da Liga Inglesa: 2008–09
- Supercopa da Inglaterra:2007
- Liga dos Campeões da UEFA: 2007–08
- Copa do Mundo de Clubes da FIFA: 2008

Birmingham City
- Copa da Liga Inglesa: 2010–11

### Prêmios individuais
- Troféu Alan Hardaker: 2009 e 2011